# Sito archeologico di Sobiejuchy
Il sito archeologico Sobiejuchy, presente nel villaggio omonimo, appartiene alla Cultura lusaziana. Dopo la scoperta di Biskupin, situato su una penisola paludosa dell’omonimo lago, ebbe inizio la ricerca di altri potenziali siti in simili condizioni topografiche. Furono quindi individuati Sobiejuchy, Smuszewno, Izdebno, Jankowo e altri siti minori.
Seppur già precedentemente noto in letteratura, il ritrovamento del sito di Sobiejuchy è datato al 1955 ad opera del prof. Z. Rajewski.
L’antico insediamento di Sobiejuchy si trova fra il Lago di Sobiejuchy, a nord, e il Lago di Dobrylewo al sud; occupa una superficie di 5,5 ha. I laghi sono collegati da due canali, uno ad est e l’altro ad ovest dal sito; si stima che nella preistoria costituissero un unico specchio d’acqua ospitante un’isola.

## Dati ambientali
Il paesaggio è ricco di evidenze postglaciali, sotto forma di morene, lunghe vallate, numerosi laghi e torrenti. Il terreno nelle immediate vicinanze di Sobiejuchy è invece pianeggiante. Le zone intorno al lago sono ricche di torba e quindi molto fertili, favorendo sia la ricchezza della vegetazione sporadica che la crescita di quella coltivata dall’uomo.
La presenza di numerosi laghi favorisce la conservazione delle tracce archeologiche di natura vegetale e quindi la ricostruzione paleobotanica. A partire dal 1250 a. C. si hanno tracce di polline di cereali. Per quel che riguarda la flora selvatica abbiamo invece un aumento delle tracce di polline di erbe selvatiche (Plantago lanceolata, Rumex, Artemisia, Chenopodiaceae) ed un calo di quelli di alberi come quercia (Quercus L.), carpino (Carpinus L.), olmo (Ulmus L.) o betulla (Betula L.). Vi sono tracce del declino di molte specie di alberi in tutta la zona. Il fenomeno è da associare a cause antropologiche: ricavare la legna per le costruzioni e per preparare terreni per agricoltura.
Subito dopo la terza fase (vedi sotto) dell’insediamento si ha una diminuzione delle tracce di polline di erbe selvatiche ed un aumento di quello di alberi, soprattutto betulla, una specie pioniere. Per quanto riguarda le tracce di piante coltivate rinvenute sotto forma di semi o impronte all’interno del sito la più frequente è l’orzo comune (Hordeum voulgare L.); tuttavia si hanno numerose tracce di farro dicocco (Triticum dicoccum Schr.) ed è stato individuato anche un frammento di seme di fava (Vicia faba L). Sono stati inoltre trovati frammenti di piante angiosperme monocotiledoni e angiosperme dicotiledoni.
Risulta difficile, se non impossibile, stabilire le proporzioni del consumo di alimenti di origine animale rispetto a quelli di origine vegetale, se non in modo molto approssimativo. Tuttavia, le numerose tracce ossee permettono di stabilire le percentuali di consumo di varie specie di animali, sia allevati che selvatici. L’alimento animale più comune a Sobiejuchy è di origine suina: i le ossa di maiali costituiscono il 20% di tutti i ritrovamenti ossei. Poi abbiamo i resti di altri animali da allevamento quali ovini e bovini, ma anche animali selvatici, soprattutto cinghiali e pesci d’acqua dolce.  Le ossa raccolte, suddivise in base al luogo di ritrovamento, possono variare drasticamente in base alla natura dell’unità stratigrafica. Ad esempio i ritrovamenti provenienti dalle unità stratigrafiche interne alle abitazioni tendono a presentare ossa frammentarie o di piccole dimensioni; ciò è verosimilmente riconducibile all’abitudine di pulire le abitazioni e di rimuovere i rifiuti più ingombranti.

## Datazione del sito
La data del sito fortificato di Sobiejuchy può essere valutata con due approcci: affinità tipologiche dei reperti e metodi di datazione esterni derivati dalle scienze naturali. Considerando le dimensioni e la posizione del sito rispetto agli elementi topografici, Sobiejuchy può essere inserito nello stesso gruppo dei poco distanti Biskupin o Smuszewno. Oltre a questi insediamenti nella zona vi sono anche molti cimiteri del tardo periodo della cultura Lusaziana.
Il sito di Sobiejuchy presenta tre fasi distinte, stabilite in base ai ritrovamenti relativi delle costruzioni di natura difensiva. La prima fase risale al 900/800 a.C. e all’epoca Sobiejuchy era un sito aperto, cui l’unica difesa era costituita dal lago.
Le due fasi successive sono caratterizzate da importanti costruzioni difensive in legno e terra e sono datate a circa il 750 a.C. Non vi sono tracce archeologiche precedenti alla prima fase né successive alla terza fase. Le fasi sono divise fra di loro dai segni di distruzione dell’abitato. Le stesse informazioni sono state confermate grazie alla luminescenza ed al radiocarbonio; la dendrocronologia è concorde con altri metodi di datazione.
Considerando il ritrovamento di una discreta quantità di reperti in legno, Sobiejuchy si presta molto bene per indagini dendrocronologiche. Le analisi vennero svolte sui tronchi provenienti dalle costruzioni difensive e permisero di stabilire la datazione al 750 a.C. Considerando che le simili costruzioni ritrovate a Biskupin sono datate al 738-737 a.C., non vi è dubbio che quest’ultimo sia più giovane. La differenza tra i due siti non è grande, ma ci sono altri motivi per ritenere che il materiale rinvenuto presso Sobiejuchy sia ulteriormente più antico di quello di Biskupin. È stato notato, ad esempio, che poco o nessun materiale unicamente caratteristico di Ha D è stato recuperato a Sobiejuchy, ma è invece presente a Biskupin. La maggior parte del materiale rinvenuto a Sobiejuchy è databile al Ha C.

## Lo scavo
Verso la fine del XIX secolo, durante la costruzione dei binari ferroviari, a causa del dislivello del sito, è stato necessario effettuare uno scavo. Lo stesso, durante le ricognizioni di superficie condotte dalla spedizione archeologica a Biskupin nel 1955, ha facilitato l’individuazione e lo studiodel sito. Sull’intera area del sito furono ritrovati molti frammenti ceramici, strumenti litici, ossa e frammenti di corna di cervo. Inoltre è stata constatata la presenza delle US nel profilo nord dello scavo contenente i binari.
Negli anni 1955 e 1956 proseguirono le ricerche archeologiche lungo il profilo nord. Durante le indagini sono state individuate tre fasi dell’insediamento. La fase più antica è priva di strutture difensive e povera di materiale archeologico. Le due fasi più recenti sono caratterizzate da una ricchezza di resti ceramici dell’epoca Lusaziana e dalle strutture difensive. Sono stati identificati una palizzata costituita da alcune file, frangiflutti simile a quelli di Biskupin e tre argini in legno e terriccio. Queste strutture vennero costruite sulla spiaggia dell’isola e non al confine con l’acqua, rendendo più difficile l’individuazione durante le ricognizioni.
Vennero individuate tre fasi dell’insediamento di cui la più antica, quella priva di difese e povera di materiali, è databile al ca. 800 a.C. Oltre ai materiali ceramici, sono stati rinvenuti pesi da tessitura, oggetti di culto come sonagli, figurine di uccelli, vasi miniaturistici ed un’accetta in argilla. Furono inoltre individuati frammenti di asticelle decorative in argilla, forse per decorare gli ingressi o forni. La presenza del vasellame nel lato est del frangiflutti (similmente a Biskupin e Kruszwica) fa pensare a delle offerte rituali.
Il frammento di un crogiolo con tracce di bronzo fornisce la prova della relativa produzione locale. Per quanto riguarda la produzione, sono stati scavati anche due forni a cupola di un diametro di ca. 2 m, situati al confine con l’argine ovest. Le case della fase più recente presentano delle grotticelle ad uso di cantina. Durante lo scavo degli argini, nelle US appartenenti all’ultima fase dell’insediamento, vennero ritrovati resti umani non sepolti.
Lo scavo del 1957 interessava un rettangolo di 5 m. per 20 m. Questo scavo condivideva il lato lungo con quello del ’58. A causa delle condizioni ambientali avverse non si sono preservati elementi architettonici in legno. Sono state osservate delle tracce del legno marcio appartenenti a una trave. Nonché una trave meglio conservata. Si stima che facessero parte di costruzioni a ritti e panconi. Sono stati ritrovati tre ulteriori forni, a distanza regolare di 9-10 metri: tale dato, assieme alla disposizione di materiali come ceramica, carboncini, ossa e simili, fanno presupporre la presenza di tre costruzioni ad uso abitativo, di dimensioni simili a quelle trovate a Biskupin.
Durante le indagini del 1960, a una distanza di 800 metri dal sito di Sobiejuchy, in direzione nord-ovest, è stata ritrovata una necropoli di Cultura lusaziana. I materiali ceramici rinvenuti datano la necropoli allo stesso periodo dell’insediamento. Gli scavi del cimitero sono stati condotti negli anni 1964, 1966, 1973-1974. Per quanto riguarda le sepolture, abbiamo a che fare con il rito funerario della cremazione. Oltre tre quarti delle sepolture sono prive della copertura di pietra e il relativo corredo era composto solo da ceramica da tavola. In questo gruppo di sepolture raramente comparivano altri oggetti come sonagli in argilla o mole in pietra. Il secondo gruppo di sepolture aveva un corredo più ricco, sia per numero di ceramiche che oggetti in bronzo, ferro, pietra o ambra. In questo secondo caso abbiamo a che fare con delle sepolture multiple, probabilmente di natura familiare.
Negli anni 1987 e 1988 sono state eseguite delle ricerche geofisiche in un’area di modeste dimensioni nella zona centrale (90m per 120 m) del sito e una nella zona sud (90 m per 30 m). Dati i progressi tecnologici che hanno avuto luogo dagli anni 80, si è ritenuto utile ripetere la ricerca, coprendo l'intero sito anziché solo le due aree di cui prima. Le nuove indagini, oltre a confermare quelle del 1987-1988, aggiungono altre informazioni utili, sono state incluse tutte le aree disponibili del sito; le uniche parti che non potevano essere coperte erano una piccola striscia all'estremità nord dove alberi e arbusti ricoprono il bordo della terrazza e la sua discesa verso il lago, e una sezione vicino all'estremità meridionale dove correva una ferrovia. Una macchia bianca a nord dalla ferrovia è causata dalla presenza di un pilone di elettricità. Ovunque la risposta magnetica era entro limiti appropriati e quindi le caratteristiche sono ben visibili.
Una strada principale percorre il sito diagonalmente dall’angolo nord-ovest verso sud-est. A est sono presenti strutture, contrassegnate da chiazze più scure (aree con maggiore risposta magnetica) che probabilmente rappresentano argilla bruciata, come quella trovata negli scavi degli anni '80. Il piano di rilevamento del 1988 mostrava una strada che correva da est a ovest attraverso la parte settentrionale dell'area di rilevamento, ma questo è meno evidente nel nuovo piano, dove compaiono una serie di brevi tratti di strada tra le strutture delle case (lato nord dell’insediamento). Un'area sul lato ovest del sito sembra essere priva di costruzioni: era forse un'area all’aperto per riunioni, pascolo di animali o persino attività di mercato. La maggior parte delle strutture sembrano, come proposto nel rapporto sugli scavi del 2004, lunghe fino a 20 me larghe 5–7 m, il che contrasta con le case di Biskupin che in genere misurano 9 x 8 m, ma sono state unite per formare lunghe file. In effetti, l'intero piano appare nettamente diverso da quello di Biskupin.

## Il sito
Dalle risultanze degli scavi e delle altre indagini archeologiche effettuate, emerge come Sobiejuchy fosse un sito affine ad altri, anche molto noti, presenti nella stessa regione. L’area era con ogni probabilità paludosa e offriva zone relativamente asciutte facili da fortificare. Come il più noto Biskupin, anche Sobiejuchy era un sito con fortificazioni in legno e terriccio, numerose e ampie abitazioni, nonché aree satelliti per attività commerciali e/o rituali. Le evidenze bioarcheologiche documentano come gli abitanti di Sobiejuchy praticassero l’agricoltura, la caccia e l’allevamento; inoltre, variazioni nella tipologia di pollini evidenziano come vi furono probabilmente fasi alterne di abbandono ed espansione del sito, con l’area circostante interessata in modo variabile dall’azione antropica.
Il ritrovamento di diversi forni e anche di tracce bronzee mostra inoltre come a Sobiejuchy fosse praticato l’artigianato, sia a livello di ceramistica che di metallurgia.
È inevitabile il confronto fra l’insediamento di Sobiejuchy  con quello di Biskupin. Tuttavia, preliminarmente è necessario ricordare che il secondo è un sito che si è conservato molto meglio e di cui, pertanto, sono disponibili maggiori ritrovamenti da analizzare.
Come a Biskupin, a Sobiejuchy è evidente la presenza di fortificazioni lungo l’intero perimetro del sito, come confermano i dati ricavati dalle indagini magnetometriche; queste ultime, in particolare, indicano inoltre la probabile presenza di una strada perimetrale e di un bastione, nonostante i precedenti scavi sul lato lungo non avessero individuato tracce in tal senso.
La principale differenza con l’insediamento di Biskupin è nelle abitazioni: a Sobiejuchy la planimetria delle case e delle strade è sostanzialmente irregolare, mentre a Biskupin si osservano file regolari di case separate da strade
Molto significativa è la porzione sud-occidentale del sito, apparentemente priva di edifici: mentre a Biskupin non è mai stata ritrovata alcuna area non occupata da qualche costruzione all’interno del bastione, a Sobiejuchy vi era una sorta di “piazza”, uno spazio libero per l’interazione umana (attività artigianali all’aperto, coltivazioni, affari politico-amministrativi o commerciali) o semplicemente un’area lasciata libera da costruzioni per evitare un insediamento claustrofobico fitto di edifici affastellati su ogni lato.
La presenza di quest’area e il confronto con altri siti comparabili a Sobiejuchy, solleva inoltre la questione sulla dimensione effettiva della popolazione che lo abitava. Non essendo noto il numero preciso di abitazioni presenti in ognuna delle fasi, non è possibile fare una stima precisa, bensì mere speculazioni. L’area interessata dalle indagini geofisiche sembrerebbe mostrare i resti di una ventina di edifici, ma molti altri avrebbero potuto essere presenti nella stessa zona. Nella sua interezza il sito copre circa 5,75 ettari, un’area relativamente molto più estesa di quella di Biskupin, pari invece a circa 1,5 ettari; per quest’ultimo, è invece noto con sufficiente rpecisione il numero di edifici, che ha permesso di stimare una popolazione con un minimo di 700 e un massimo di 1 300 abitanti. Non sarebbe corretto semplicemente calcolare la densità per ettaro di popolazione e moltiplicarla per l’estensione di Sobiejuchy, in quanto si sa troppo poco del carattere, delle dimensioni o del numero esatto delle case nel suo perimetro, nemmeno nei diversi periodi di utilizzo del sito. Peraltro, nemmeno nel caso di Biskupin è noto con sufficiente certezza se il sito sia stato occupato in via permanente o solo come rifugio in caso di particolari pericoli. Infatti, l’ipotesi che centinaia di persone vivessero stabilmente affollate nel ristretto perimetro di Biskupin è sempre stata alquanto dibattuta e non è quindi escluso che le stime sulla dimensione della popolazione non saranno ricalcolate al ribasso. In particolare, le abitazioni individuato potrebbero non è essere state abitate o costruite tutte nello stesso periodo. Nel caso invece di Sobiejuchy, una stima di 400-800 abitanti potrebbe essere verosimile, considerando una ventina di abitazioni in cui avrebbero vissuto circa dieci-venti persone in ciascuna. Ma, come sopra già esposto, nel caso di Sobiejuchy e con i dati attualmente disponibili, è possibile formulare soltanto ipotesi non suffragate da prove; altri autori, come Ostoja-Zagórski, hanno suggerito che un più affidabile metodo di stima per l’effettiva popolazione di Sobiejuchy potrebbe essere basato sull’estensione del relativo cimitero, che suggerirebbe la presenza di circa un migliaio di abitanti.